# Charlotte Sometimes
«Charlotte Sometimes» (рус. Шарлотта порой) — песня британской альтернативной рок группы The Cure, выпущенная как внеальбомный сингл 5 октября 1981 года на лейбле Fiction Records. Сингл был записан продюсером Майком Хеджесом и был выпущен после издания альбома Faith. Название и текст песни основаны на произведении английской писательницы Пенелопы Фармер «Шарлотта порой». Запись проходила с 16 по 17 июля 1981 года в студии Майка Хеджеса Playground Studio во время европейского фестиваля и туром по Северной Америке.
Песня заняла 44-е место в британском чарте UK Singles Chart. «Charlotte Sometimes» входит в такие концертные альбомы группы, как Concert и Paris, где исполнялась в живую, так же в сборник Standing on a Beach.
В книге The Rough Guide to Cult Pop песню «Charlotte Sometimes» назвали «готическим шедевром об обречённости красоты и разрушенной элегантности».

## Содержание
Песня «Charlotte Sometimes» была основана на одноимённой детской сказке 1969 года, автором которой является английская писательница Пенелопа Фармер.

## Список композиций
Слова и музыка всех песен The Cure (Роберт Смит, Саймон Гэллап и Лол Торлхерст).
7" винил
| №  | Название              | Длительность |
| -- | --------------------- | ------------ |
| 1. | «Charlotte Sometimes» | 4:15         |

| №  | Название                 | Длительность |
| -- | ------------------------ | ------------ |
| 1. | «Splintered in Her Head» | 5:15         |

12" винил
| №  | Название                 | Длительность |
| -- | ------------------------ | ------------ |
| 1. | «Charlotte Sometimes»    | 4:14         |
| 2. | «Splintered in Her Head» | 5:16         |

| №  | Название                | Длительность |
| -- | ----------------------- | ------------ |
| 1. | «Faith (Recorded Live)» | 10:33        |

## Участники записи
| The Cure: - Роберт Смит — вокал, гитара, клавишные, губная гармоника (в песне «Splintered in Her Head») - Саймон Гэллап — бас-гитара - Лол Толхерст — барабаны | Технический персонал: - Майк Хеджес — продюсер - The Cure — продюсер - Арун Чакрэверти — мастеринг |